# Kanako Hoshino
Kanako Watanabe (渡辺奏子 Watanabe Kanako?) más conocida por su alias Kanako Hoshino (星野奏子), es una cantante japonesa, una vocalista de Bemani quién se unió a Konami al postular a una audición para cantantes dirigida por la misma empresa en 2004. Desde su debut, Kanako utilizó su voz para varias decenas de canciones para Bemani, y también escribió letras para otras canciones sin usar su voz. La mayoría de sus primeras canciones fueron compuestas por DJ Yoshitaka, sin embargo, ella también trabajó extensivamente con Keiichi Ueno y dj Taka, entre otros.
Desde 2008, Kanako se afilió a High Kick Entertainment inc., donde comúnmente trabaja con artistas tales como Ikuta Machine, Nao Harada y Yoshiyuki Kinoshita. Sin embargo, ella continuó lanzando canciones y álbumes vía Konami en 2011. Desde entonces, la mayoría de sus canciones han sido licenciadas por High Kick Entertainment inc..

## Música principal
La siguiente lista muestra las canciones que fueron creadas por el mismo autor y también con los artistas que trabajó para su elaboración:
| Título                                        | Artista                                                  | Videojuego de origen           | Año de lanzamiento |
| beatmania IIDX                                | beatmania IIDX                                           | beatmania IIDX                 | beatmania IIDX     |
| --------------------------------------------- | -------------------------------------------------------- | ------------------------------ | ------------------ |
| D.A.N.C.E.!                                   | DJ Yoshitaka feat. 星野奏子                              | beatmaniaIIDX11 IIDX RED       | 2004               |
| 太陽 〜T・A・I・Y・O〜                        | NAOKI feat. 星野奏子                                     | beatmaniaIIDX11 IIDX RED       | 2004               |
| SPARK!                                        | SILVER FOX PRODUCTIONS feat. 星野奏子                    | beatmaniaIIDX12 HAPPY SKY      | 2005               |
| 月光                                          | Tatsh feat. 星野奏子                                     | beatmaniaIIDX12 HAPPY SKY      | 2005               |
| INFERNO                                       | Caldeira(DJ Yoshitaka, TOMOSUKE) feat. 星野奏子          | beatmaniaIIDX13 DistorteD      | 2006               |
| タシカナモノ                                  | 星野奏子 with the BAND                                   | beatmaniaIIDX13 DistorteD      | 2006               |
| リグレット                                    | 星野奏子                                                 | beatmaniaIIDX11 IIDX RED (CS)  | 2006               |
| Endless Summer Story                          | DJ Yoshitaka feat. 星野奏子                              | beatmaniaIIDX12 HAPPY SKY (CS) | 2006               |
| 星をこの手に                                  | DJ YOSHITAKA feat. 星野奏子                              | beatmaniaIIDX14 GOLD           | 2007               |
| never...                                      | Kanako Hoshino with dj TAKA                              | beatmaniaIIDX14 GOLD           | 2007               |
| Kick Out 仮面                                 | 上野圭市 (aka. Babyweapon,DJ SWAMI) feat. 星野奏子       | beatmaniaIIDX15 DJ TROOPERS    | 2007               |
| MAX LOVE                                      | DJ YOSHITAKA feat. 星野奏子                              | beatmaniaIIDX15 DJ TROOPERS    | 2007               |
| まほろば                                      | HHH+H                                                    | beatmaniaIIDX16 EMPRESS        | 2008               |
| Punch Love♡仮面                               | 上野圭市 (aka. Babyweapon,DJ SWAMI) feat. 星野奏子       | beatmaniaIIDX16 EMPRESS        | 2008               |
| DROP                                          | dj TAKA feat. Kanako Hoshino                             | beatmaniaIIDX17 SIRIUS         | 2009               |
| 未来のプリズム                                | 星野奏子                                                 | beatmaniaIIDX17 SIRIUS         | 2009               |
| beatchic☆仮面〜好き、でいさせて〜             | 上野圭市 (transforming into Masao♥Lovely) feat. 星野奏子 | beatmaniaIIDX17 SIRIUS         | 2009               |
| Time to Empress                               | dj TAKA feat. wac & secret K                             | beatmaniaIIDX16 EMPRESS (CS)   | 2009               |
| Answer                                        | 星野奏子                                                 | beatmaniaIIDX18 Resort Anthem  | 2010               |
| WISE UP!                                      | 木之下慶之 feat. 星野奏子                                | beatmaniaIIDX18 Resort Anthem  | 2010               |
| Lucky Days                                    | Sota Fujimori feat. Kanako Hoshino                       | beatmaniaIIDX19 Lincle         | 2011               |
| To my star                                    | 星野奏子                                                 | beatmaniaIIDX20 tricoro        | 2012               |
| SYNC-ANTHEM                                   | Tatsh feat. 星野奏子                                     | beatmaniaIIDX20 tricoro        | 2012               |
| Give Me Your Love                             | 星野奏子                                                 | beatmaniaIIDX21 SPADA          | 2013               |
| 恋は白帯、サンシロー                          | 星野奏子                                                 | beatmaniaIIDX22 PENDUAL        | 2014               |
| シュッパツシンコウ・シサカンコ                | 星野奏子                                                 | beatmaniaIIDX23 copula         | 2015               |
| GuitarFreaks & DrumMania                      |                                                          |                                |                    |
| Day's!                                        | よしくんとホッシー☆                                      | GuitarFreaksV3&DrumManiaV3     | 2006               |
| 太陽 〜T・A・I・Y・O〜(ANOTHER SENSE EDITION) | 星野奏子                                                 | GuitarFreaksV4&DrumManiaV4     | 2007               |
| 幻想花                                        | 星野奏子                                                 | GuitarFreaksXG&DrumManiaXG     | 2010               |
| NAKED SCREAM                                  | 劇団レコード feat.星野奏子                               | GITADORA OverDrive             | 2014               |
| pop'n music                                   |                                                          |                                |                    |
| 晴香 -HARUKA-                                 | DJ Yoshitaka feat. 星野奏子                              | pop'n music14FEVER! (CS)       | 2007               |
| LUV×REVO                                      | 星野奏子とTAG それとPON                                  | pop'n music Sunny Park         | 2013               |
| REFLEC BEAT                                   |                                                          |                                |                    |
| 夢の降る街                                    | 星野奏子                                                 | REFLEC BEAT                    | 2010               |
| Medicine of love                              | 星野奏子                                                 | REFLEC BEAT                    | 2011               |
| jubeat                                        |                                                          |                                |                    |
| 陽炎                                          | 星野奏子                                                 | jubeat copious                 | 2011               |
| DANCERUSH STARDOM                             |                                                          |                                |                    |
| オネガイ・ディスコ・ミュージック              | 星野奏子 Prod by.uno                                     | DANCERUSH STARDOM              | 2021               |

### Otras canciones
- 白幻 〜HAKUGEN〜
- Break Me Out
- EIGHT ELEMENTS OF THE STAR -ANOTHER SENSE- 第1弾
- EIGHT ELEMENTS OF THE STAR -ANOTHER SENSE- 第2弾
- うたかた
- 会いたくて…
- Get Wild '09／Wild Heaven／Still Love Her (Kei Kohara＋星野奏子)
- たからもの
- Medicine of love
- Eternal Tears
- Diamond snow〜きっとまた逢える〜
- crew (beatnation Records feat.星野奏子)
- Change! Change! Change! (星野奏子 Prod. by uno &オミ織葉) - Del álbum "BEMANI presents 東方 ULTIMATE WEAPON", que a su vez, por ser arreglo Touhou Project, es un remix del BGM del juego Touhou 13 ~ Ten Desires.
- LIKE A VAMPIRE (Evento "BEMANI 2021 真夏の歌合戦5番勝負":koyomi,星野奏子 by BEMANI Sound Team "TAKA")

### Miniálbumes
- EIGHT ELEMENTS OF THE STAR (28 de julio de 2006)
- EIGHT ELEMENTS OF THE STAR -ANOTHER SENSE- (2007)
- Starry ~The Way To The SIRIUS~ (Edición normal: 23 de diciembre de 2009 / Edición Konami: 29 de diciembre de 2009)

### Álbumes
- PRISM (8 de abril de 2009)
- Articulation (27 de enero de 2011)